# Justine Greening
Justine Greening, född 30 april 1969 i Rotherham i South Yorkshire, är en brittisk konservativ politiker. Hon var Storbritanniens transportminister 2011–2012 och biståndsminister 2012–2016 i regeringen Cameron och utbildningsminister 2016–2018 i regeringen May. Hon var ledamot av brittiska underhuset 2005–2019 för valkretsen Putney.